# Anatoli Banişevskistadion
Het Anatoli Banişevskistadion is een voetbalstadion in de Azerbeidzjaanse stad Masallı. In het stadion speelt FK Masallı haar thuiswedstrijden. Het stadion is vernoemd naar de legendarische Azerbeidzjaanse speler Anatoli Banişevski.